# 栃木精工
栃木精工株式会社（とちぎせいこうかぶしきがいしゃ）は、栃木県栃木市平柳町に本拠を置く、医療機器、精密パイプ、磁気センサーシールドなどを製作するメーカーで、滅菌処理、焼鈍および受託なども行う会社である。歯科用麻酔針の国内シェアでは約5割を占める。

## 概要
1948年5月創業の老舗医療機器メーカー。病弱で戦地へ行けなかった創業者が、引け目から健康や福祉に役立つ事業を目指し注射針に着目。針の使いまわしが社会問題になると、使い捨ての注射針の製造に乗り出した。また数々の"管"部品は、VTR・OA機器・分析機器・計器類など数多くの分野で採用される。精密パイプ製造で培った技術で、注射針の一貫生産体制を確立。欧米市場にも進出。一時は輸出比率を9割まで高め、国から表彰された。1986年よりは、各種センサーや磁気遮蔽(磁気シールド)部品として、多くの製品に必要不可欠な存在となっているパーマロイ（軟質磁性材製品）を製品ラインアップに加えた。
1985年9月のプラザ合意による円高時には37億円あった売上げが7億円にまで落ち込むなど大きなダメージを受けたが、270名の社員を70名にまで削減し、製造機器を売却するなどの大胆なリストラを断行。売却資金で高付加価値製品の多品種少量生産へと業態をシフトし、経営を立て直す。3代目で現社長である川嶋大樹が、中野パーマロイへの出向中に、経営データを社員に公開して組織を活性化する経営手法を習得。新たな事業の柱と未来の経営方針を打ち出した。2010年6月に大樹が社長に就任後は、精密パイプ加工技術を生かした注射針を核としながら、チューブ、カテーテルを加え、医療機器分野を充実させながら、中野パーマロイとの提携で、磁性材料も主力事業とするに至る。プラザ合意以前の同社は、注射針の一貫生産を強みとしていたが、一貫生産体制を諦め、他社との協業体制を敷くことで多品種少量生産に移行し、組立工程以外の製造設備を売却することで経営を立て直した。しかし、現社長である大樹は重要工程は自社で持ちたいとかねてより考えていたところにプラスチック射出成型工場の事業譲渡話があり、買収に成功。樹脂と金属製部品を組み合わせた製品の自社一貫生産体制を確立し、売上げを向上させた。さらに大胆な投資で、2016年にパイプ加工と軟質磁性材料に特化した小山工場を、2018年には医療機器の本社新工場を新設。最新の自動製造設備導入との相乗効果により製造効率を飛躍的に向上させた。
近年の医療設備などの進歩と共に、同社の滅菌処理を含めた数々の単回使用医療機器、注射針及び医療用カテーテル、コネクター等は、OEM生産を中心に実績を積み、国内外から高評価を得ている。
2019年には内視鏡手術時にフィルム状の医療材料を患部に搬入するための器具「タナリー・ナビゲート」を栃木県の産業振興協議会の「ものづくり企業技術提携事業」でツカサ精密と連携し、共同開発・販売を開始した。
2021年4月から6月にかけ、新型コロナウィルスワクチン用注射針「ローデッドタイプ」を24時間操業で6000万本の生産を行った。

## 沿革
- 1948年 - 5月、栃木市泉町に晃陽精密有限会社として創立。
- 1952年 - 6月、現所在地に新工場を建設し、栃木精工株式会社を設立。
- 1956年 - 8月、ステンレスパイプの品質・生産技術が認められ、欧米諸国への輸出を開始。
- 1965年 - 6月、プラスチック成型を開始（ディスポーザブル医療用具の製造を拡大）。
- 1966年～1970年 - EOG滅菌済注射針及びEOG滅菌済注射筒等の世界各国への輸出が評価され、通産省より輸出貢献企業として受賞。
- 1967年 - 1月、国内販売に向けて、医療用具製造業許可を厚生省より受ける。
- 1969年 - 12月、栃木県及び日本原子力研究所の協力を得て、日本で最初の産業用γ線照射工場を設立して医療用具等の滅菌を開始。
- 1970年 - 12月、ガンマ線滅菌済のディスポーザブル医療用具の日本第1号として、厚生省より認可される。（ガンマ線滅菌済注射針及びガンマ線滅菌済注射筒）
- 1979年 - 8月、VTRセット部品の製造開始（VHS方式のガイドロールの60％以上の材料を供給）。
- 1982年 - 4月、都賀工場を設立（プラスチック成型を集約し、注射針等の製造を強化）。
- 1982年 - 7月、ディスポーザブル注射針の製造プラントを旧ソ連へ輸出する。
- 1984年 - 11月、健康管理用具製造販売会社フィットネス（株）を東京都港区に設立。
- 1986年～ 	中野パーマロイ株式会社と磁気シールドパイプの取引開始。
- 1987年 - 3月、マレーシアヘディスポーザブル注射針の製造プラントを輸出する。
- 1989年 - 8月、医療用具製造区域を初めてクリーンルームに改造。
- 1989年 - 10月、イギリスのDHSS（厚生省）の監査を受け、DH MRSに登録される。
- 1990年 - 11月、動物用医療用具製造業許可を農林水産省より受ける。
- 1997年 - 9月、ISO9002及び EN46002を認証取得（TUV プロダクトサービス）。
- 2003年
  - 2月、EOG滅菌の区分許可取得
  - 9月、ISO9001及びISO13485を認証取得（CEマーキングの許可取得）。
- 2006年 - 12月、第一種医療機器製造販売業許可を取得。第二種動物用医療機器製造販売業許可を取得。
- 2007年
  - 8月、中野パーマロイ株式会社と業務提携[11]
  - 10月、KES環境マネジメント･システムスタンダード(ステップ２)の認証を取得。
- 2008年 - 5月、創立60周年
- 2010年 - 6月、現社長の川嶋大樹が社長に就任。
- 2011年 - 8月、大宮工場が竣工（医療向けプラスチック成型を開始）。
- 2014年 - 3月、平成25年度とちぎ産業活力大賞　特別賞を受賞。
- 2016年
  - 3月、小山工場を設立（鋼管事業部を同工場へ移転）
  - 11月、平成28年度地域中核企業（コネクターハブ部門）に認定される。
- 2017年
  - 6月、栃木県フロンティア企業に認定される。
  - 12月、地域未来牽引企業に認定される。
  - 敷地内に3つある医療機器棟の機能を集約。2階建て延べ床面積約3000㎡。開発から製造、検査、品質管理までを一貫して行えるようになる。自動組み立て装置や、製品を箱詰めするロボットを導入[12]。
- 2018年
  - 3月、はばたく中小企業・小規模事業者300社に選定される。
  - 6月、本社・栃木工場が竣工。
- 2019年
  - 9月、本社・日ノ出倉庫が竣工。宇都宮市のツカサ精密と共同開発で内視鏡手術用の医療機器である「タナリー・ナビゲート」を開発[3][9]。
  - 9月27日、寄贈サービス付私募債「とちぎんSDGs私募債（未来へのこころ）」（栃木銀行）1億円発行[13]。
- 2020年 - 川嶋大樹が10月13日に行われた「Forbes JAPAN」主催「Forbes JAPAN SMALL GIANTS AWARD 2021 地方大会 第一ブロック（関東・中部）」に出場し、ローカルヒーロー賞を受賞[14]。
- 2021年 - 4月-6月、新型コロナウィルスワクチン用注射針「ローデッドタイプ」6000万本の生産を行う[10]

その他の出典

## 所在地

### 本社
栃木県栃木市平柳町2-1-5

### 栃木工場
栃木県栃木市平柳町2-1-5

### 小山工場
栃木県小山市卒島1315-5

### 大宮工場
栃木県栃木市大宮町2435-4

## 所属団体
- 日本医療機器テクノロジー協会、
- 医療機器公正取引協議会
- 栃木県薬事工業会[15]

## 主要取引先
- オリンパスメディカルシステムズ
- 共和製作所
- クルツァージャパン
- テルモ
- 特殊金属エクセル
- ドクタージャパン
- ナカニシ
- 中野パーマロイ
- ニプロ
- 日本光電富岡
- 日立製作所
- 日立ハイテクマニュファクチャ＆サービス
- 雄喜産業